# Sąd Najwyższy (Polska)
Sąd Najwyższy – naczelny organ władzy państwowej w Polsce, stanowiący organ sui generis  („jedyny w swoim rodzaju”) wymiaru sprawiedliwości sprawujący nadzór nad działalnością w zakresie orzekania głównie sądów powszechnych i wojskowych, ponadto niektórych sądów dyscyplinarnych, a także wykonujący inne czynności określone w Konstytucji i ustawach.

## Kompetencje

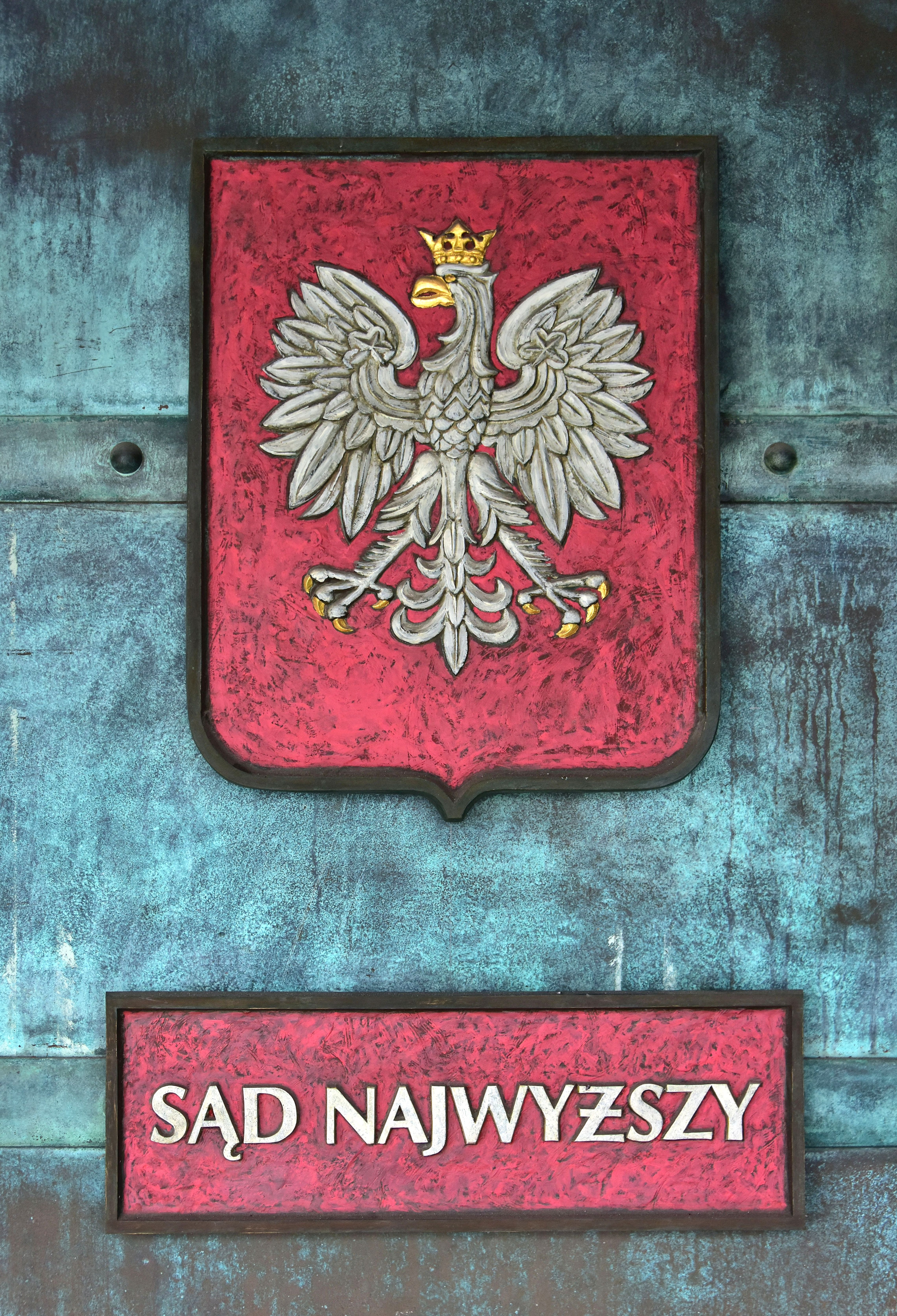
Tablica przy wejściu do Kompleksu Urbanistycznego Wymiaru Sprawiedliwości

Sąd Najwyższy jest naczelnym organem władzy państwowej, stanowiącym organ sui generis wymiaru sprawiedliwości nieprzynależący do sądownictwa powszechnego ani szczególnego. Działa na podstawie Konstytucji Rzeczypospolitej Polskiej oraz uchwalonej z jej dyspozycji ustawy o Sądzie Najwyższym, która z kolei odsyła ponadto w sprawach nieuregulowanych do przepisów ustaw: Prawo o ustroju sądów powszechnych, o pracownikach urzędów państwowych, Kodeks wyborczy, o referendum ogólnokrajowym, Kodeks postępowania cywilnego (w szczególności w zakresie dotyczącym skargi kasacyjnej oraz skargi o stwierdzenie niezgodności z prawem prawomocnego orzeczenia), Kodeks postępowania karnego (w szczególności w zakresie dotyczącym kasacji oraz skargi na wyrok sądu odwoławczego), o Krajowej Radzie Sądownictwa (w zakresie dotyczącym odwołań w sprawach indywidualnych), Prawo o ustroju sądów wojskowych (w zakresie dotyczącym odpowiedzialności karnej i dyscyplinarnej sędziów i asesorów sądów wojskowych), Prawo o prokuraturze (w zakresie dotyczącym odpowiedzialności karnej i dyscyplinarnej prokuratorów i asesorów prokuratury), oraz o Trybunale Stanu (art. 20e).
Jego zadania dotyczą:
1. sprawowania pełnego nadzoru nad działalnością orzeczniczą (nadzoru judykacyjnego – art. 183 ust. 1 Konstytucji) sądów powszechnych i wojskowych, sądów dyscyplinarnych przy sądach apelacyjnych i wojskowych sądach okręgowych, Sądu Dyscyplinarnego przy Prokuratorze Generalnym, Trybunału Arbitrażowego do spraw Sportu przy PKOl, a także sądów dyscyplinarnych dla członków 12 spośród 17 samorządów zawodów zaufania publicznego (zrzeszających 14 spośród 19 zawodów zaufania publicznego): adwokatów, diagnostów laboratoryjnych, farmaceutów, fizjoterapeutów, komorników sądowych, lekarzy i lekarzy dentystów, lekarzy weterynarii, notariuszy, pielęgniarek i położnych, radców prawnych, ratowników medycznych i rzeczników patentowych[c], za pomocą środków służących wykonywaniu tego nadzoru, do których należą[4][5]:
  1. rozpoznawanie dopuszczalnych środków zaskarżenia:
    1. środków odwoławczych:
      1. nadzwyczajnych (kasacji, skarg na wyrok sądu odwoławczego, skarg kasacyjnych i skarg o stwierdzenie niezgodności z prawem prawomocnego orzeczenia[6]);
      2. zwyczajnych (apelacji i zażaleń)[3];

    2. innych środków zaskarżenia:
      1. nadzwyczajnych (skarg nadzwyczajnych[7]);
      2. zwyczajnych[8];

  2. podejmowanie uchwał rozstrzygających zagadnienia prawne[3]:
    1. zgodnie z art. 39817 § 1 Kodeksu postępowania cywilnego – jeżeli przy rozpatrywaniu skargi kasacyjnej wyłoni się zagadnienie prawne budzące poważne wątpliwości w praktyce sądowej lub wywołujące rozbieżności w orzecznictwie, wówczas Sąd Najwyższy może odroczyć wydanie orzeczenia i przekazać sprawę do rozstrzygnięcia powiększonemu składowi tego sądu (skład 7 sędziów, całej izby lub izb połączonych; zagadnienia prawne mogą być także rozstrzygane przez pełny skład Sądu Najwyższego)[9]. Uchwały całej izby lub większego gremium uzyskują moc zasady prawnej[9], natomiast skład 7 sędziów może postanowić o nadaniu uchwale mocy zasady prawnej[9]. Zasady prawne wiążą wszystkie składy SN we wszystkich sprawach, a odstąpienie od takiej zasady możliwe jest wyłącznie poprzez uchwalenie nowej zasady prawnej[9], z kolei uchwały interpretacyjne Sądu Najwyższego nie mają waloru powszechnego obowiązywania – jeśli nie uzyskały rangi zasady prawnej, to formalnie wiążą tylko w sprawie, w związku z którą zostały podjęte[9].
    2. zgodnie z art. 441 § 1 Kodeksu postępowania karnego – jeżeli przy rozpoznawaniu środka odwoławczego wyłoni się zagadnienie prawne wymagające zasadniczej wykładni ustawy, sąd odwoławczy może odroczyć rozpoznanie sprawy i przekazać zagadnienie do rozstrzygnięcia Sądowi Najwyższemu. Sąd Najwyższy może przekazać rozstrzygnięcie zagadnienia prawnego powiększonemu składowi tego sądu albo przejąć sprawę do swojego rozpoznania. Uchwała Sądu Najwyższego wiąże w danej sprawie[9];
    3. inne orzeczenia SN nie są formalnie wiążące, ale ze względu na autorytet najwyższej instancji sądowej kształtują kierunki orzecznictwa[9];
2. rozpoznawania w I i II instancji wszystkich spraw dotyczących stosunków pracy wewnątrz Sądu Najwyższego, wszystkich spraw dyscyplinarnych oraz wniosków o zgodę na pociągnięcie do odpowiedzialności karnej dotyczących sędziów Sądu Najwyższego, a także tych spraw dyscyplinarnych oraz wniosków o zgodę na pociągnięcie do odpowiedzialności karnej, dotyczących sędziów i asesorów sądów powszechnych oraz wojskowych, albo prokuratorów i asesorów prokuratury, dla których właściwe nie są, odpowiednio: sądy dyscyplinarne przy sądach apelacyjnych i wojskowych sądach okręgowych, albo Sąd Dyscyplinarny przy Prokuratorze Generalnym;
3. rozpoznawania odwołań od uchwał Państwowej Komisji Wyborczej oraz protestów wyborczych, dotyczących wyborów do Sejmu Rzeczypospolitej Polskiej i Senatu Rzeczypospolitej Polskiej, wyboru Prezydenta Rzeczypospoliteju Polskiej, oraz referendum ogólnokrajowego (w tym konstytucyjnego), a także stwierdzania ich ważności;
4. rozpoznawania odwołań od uchwał Państwowej Komisji Wyborczej oraz protestów wyborczych, dotyczących wyborów do Parlamentu Europejskiego;
5. rozpoznawania odwołań od uchwał Krajowej Rady Sądownictwa w sprawach indywidualnych innych, niż dotyczące powołania do pełnienia urzędu na stanowisku sędziego Sądu Najwyższego;
6. rozstrzygania nadzorczego w stosunku do uchwał organów samorządów zawodów zaufania publicznego: adwokackiego, komorniczego, notarialnego oraz radcowskiego, na wniosek Ministra Sprawiedliwości jako organu nadzorującego;
7. opiniowania ustaw i innych aktów normatywnych na podstawie których orzekają i funkcjonują sądy, a także innych ustaw w zakresie, w jakim uzna to za celowe;
8. zapewniania Trybunałowi Stanu finansowania, obsługi kancelaryjnej oraz czynności sekretariatu;
9. przedstawiania corocznie Prezydentowi i Krajowej Radzie Sądownictwa, a także Sejmowi RP i Senatowi RP, informacji o swojej działalności oraz o wynikających z niej istotnych problemach (dostępnej publicznie w postaci druków: sejmowego i senackiego);
10. wykonywania innych czynności określonych w ustawach[10].

## Ustrój
Organizację wewnętrzną Sądu Najwyższego określa regulamin zawarty w rozporządzeniu Prezydenta RP.

### Organy
Organami Sądu Najwyższego są:
- Pierwszy Prezes Sądu Najwyższego,
- Prezes Sądu Najwyższego (dla każdej z izb),
- Zgromadzenie Ogólne Sędziów Sądu Najwyższego,
- Zgromadzenie sędziów izby Sądu Najwyższego (dla każdej z izb, z wyjątkiem Izby Odpowiedzialności Zawodowej),
- Zgromadzenie sędziów orzekających w Izbie Odpowiedzialności Zawodowej,
- Zgromadzenie sędziów wyznaczonych do orzekania w Izbie Odpowiedzialności Zawodowej,
- Kolegium Sądu Najwyższego,
- Rada Ławnicza Sądu Najwyższego,
- Rzecznik Dyscyplinarny Sądu Najwyższego.

### Aparat pomocniczy
W Sądzie Najwyższym działają także:
- Kancelaria Pierwszego Prezesa Sądu Najwyższego,
  - Biuro Administracyjno-Gospodarcze;
  - Biuro Finansowe;
  - Biuro Informatyki;
  - Biuro Kadr;
  - Biuro Organizacyjne;
    - Sekretariat Trybunału Stanu;

  - Biblioteka i Archiwum Sądu Najwyższego;
  - komórka organizacyjna do spraw ochrony informacji niejawnych (pion ochrony),
- Sekretariat Pierwszego Prezesa Sądu Najwyższego,
- Biuro Studiów i Analiz Sądu Najwyższego,
- sekretariaty poszczególnych izb Sądu Najwyższego,
- Centrum Informacyjne Sądu Najwyższego[11].

### Izby

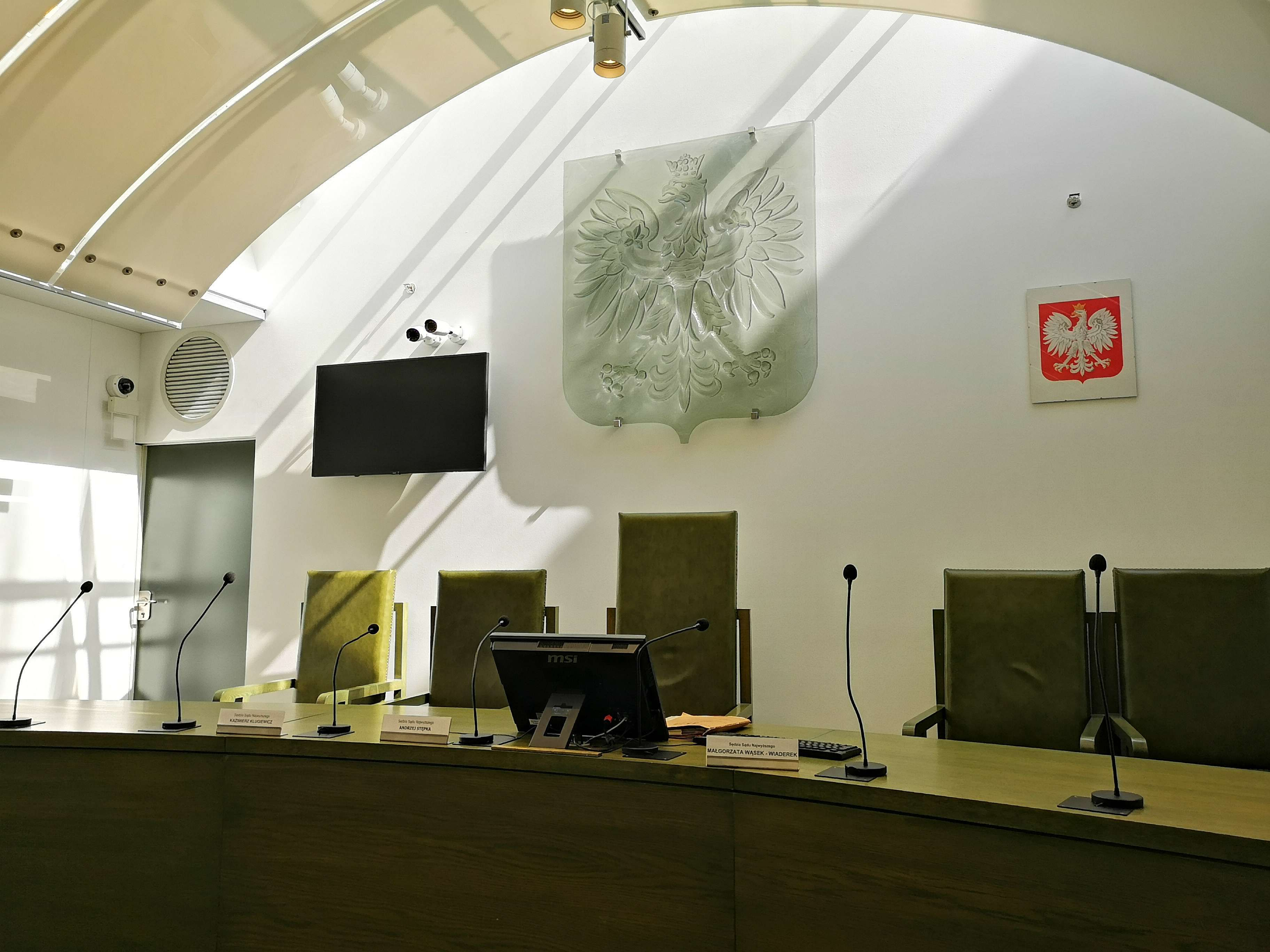
Sala Sądu Najwyższego

Pracami każdej z izb kierują Prezesi Sądu Najwyższego, a izby dzielą się dalej na wydziały. Sąd Najwyższy orzeka na rozprawach i posiedzeniach. Posiedzenia są jawne lub niejawne (§ 88 regulaminu). Sąd Najwyższy orzeka w składzie 3 sędziów, chyba że ustawa stanowi inaczej.
- Izba Cywilna – do jej właściwości należą sprawy z zakresu prawa cywilnego, gospodarczego, własności intelektualnej, rodzinnego i opiekuńczego, sprawy dotyczące rejestracji przedsiębiorców i rejestracji zastawów, z wyłączeniem skarg nadzwyczajnych[13].
- Izba Karna – do jej właściwości należą sprawy (w tym sprawy wojskowe) rozpoznawane na podstawie przepisów Kodeksu postępowania karnego, Kodeksu karnego wykonawczego, Kodeksu karnego skarbowego, Kodeksu postępowania w sprawach o wykroczenia, a także inne sprawy, do których stosuje się przepisy Kodeksu postępowania karnego (np. lustracyjne), z wyłączeniem spraw pozostających we właściwości Izby Odpowiedzialności Zawodowej oraz skarg nadzwyczajnych[14].
- Izba Pracy i Ubezpieczeń Społecznych – do jej właściwości należą sprawy z zakresu prawa pracy, ubezpieczeń społecznych[15].
- Izba Kontroli Nadzwyczajnej i Spraw Publicznych[d] (niebędąca sądem w rozumieniu prawa europejskiego) – do jej właściwości należy rozpatrywanie skarg nadzwyczajnych, rozpoznawanie protestów wyborczych i protestów przeciwko ważności referendum ogólnokrajowego i referendum konstytucyjnego oraz stwierdzanie ważności wyborów i referendum, inne sprawy z zakresu prawa publicznego, w tym sprawy z zakresu ochrony konkurencji, regulacji energetyki, telekomunikacji i transportu kolejowego oraz sprawy, w których złożono odwołanie od decyzji Przewodniczącego Krajowej Rady Radiofonii i Telewizji, odwołanie od postanowienia Państwowej Komisji do spraw przeciwdziałania wykorzystaniu seksualnemu małoletnich poniżej lat 15, apelację od decyzji administracyjnej Państwowej Komisji do spraw badania wpływów rosyjskich na bezpieczeństwo wewnętrzne Rzeczypospolitej Polskiej w latach 2007–2022, a także skargi dotyczące przewlekłości postępowania przed sądami powszechnymi i wojskowymi oraz Sądem Najwyższym[16].
- Izba Odpowiedzialności Zawodowej – do jej właściwości należą sprawy dyscyplinarne sędziów Sądu Najwyższego, sędziów i asesorów sądów wojskowych oraz powszechnych, prokuratorów i asesorów prokuratury, członków samorządów adwokatów, diagnostów laboratoryjnych, farmaceutów, fizjoterapeutów, komorników sądowych, lekarzy i lekarzy dentystów, lekarzy weterynarii, notariuszy, pielęgniarek i położnych, radców prawnych, ratowników medycznych oraz rzeczników patentowych, sprawy z zakresu prawa pracy i ubezpieczeń społecznych dotyczące sędziów Sądu Najwyższego oraz z zakresu przeniesienia sędziego Sądu Najwyższego w stan spoczynku, z wyłączeniem skarg nadzwyczajnych[17].

### Sędziowie
Do pełnienia urzędu sędziego Sądu Najwyższego może być powołana osoba, która m.in. jest nieskazitelnego charakteru, wyróżnia się wysokim poziomem wiedzy prawniczej, ma co najmniej dziesięcioletni staż pracy na stanowisku sędziego, prokuratora, Prezesa Prokuratorii Generalnej Rzeczypospolitej Polskiej, jej wiceprezesa lub radcy albo wykonywania w Polsce zawodu adwokata, radcy prawnego lub notariusza. Te wymagania nie dotyczą osoby, która pracowała w polskiej szkole wyższej, w Polskiej Akademii Nauk, w instytucie naukowo-badawczym lub innej placówce naukowej, mając tytuł naukowy profesora albo stopień naukowy doktora habilitowanego nauk prawnych. Od 15 lipca 2022 r. w Sądzie Najwyższym jest 125 stanowisk sędziowskich.
Pierwszego Prezesa powołuje Prezydent RP na sześcioletnią kadencję spośród sędziów Sądu Najwyższego w stanie czynnym (obowiązuje ograniczenie następujących bezpośrednio po sobie kadencji do dwóch), a wyboru dokonuje spośród pięciu kandydatów przedstawionych przez Zgromadzenie Ogólne Sędziów Sądu Najwyższego. Prezesów poszczególnych izb powołuje Prezydent RP po zasięgnięciu opinii Pierwszego Prezesa Sądu Najwyższego, na trzyletnią kadencję spośród 3 kandydatów przedstawionych przez zgromadzenie sędziów izby Sądu Najwyższego i mogą zostać ponownie powołani tylko dwukrotnie. Sędziów Sądu Najwyższego powołuje Prezydent RP na wniosek Krajowej Rady Sądownictwa.
Sędziowie Sądu Najwyższego na rozprawie używają togi i biretu, a sędzia przewodniczący także łańcucha sędziowskiego z wizerunkiem orła. W orzeczeniach i innych dokumentach urzędowych tytuł „Sędzia Sądu Najwyższego” często skraca się do SSN.

### Budżet
Wydatki i dochody Sądu Najwyższego są realizowane w części 04 budżetu państwa. Ze środków budżetowych Sądu Najwyższego finansowana jest również działalność Trybunału Stanu.
W 2018 wydatki Sądu Najwyższego wyniosły 108,06 mln zł, a dochody 1,05 mln zł. Przeciętne zatrudnienie w części 04 w przeliczeniu na pełne etaty wyniosło 360 osób, a średnie miesięczne wynagrodzenie brutto 13 432 zł.
W ustawie budżetowej na 2019 wydatki Sądu Najwyższego zaplanowano w wysokości 158,17 mln zł, a dochody 0,26 mln zł.

## Siedziba

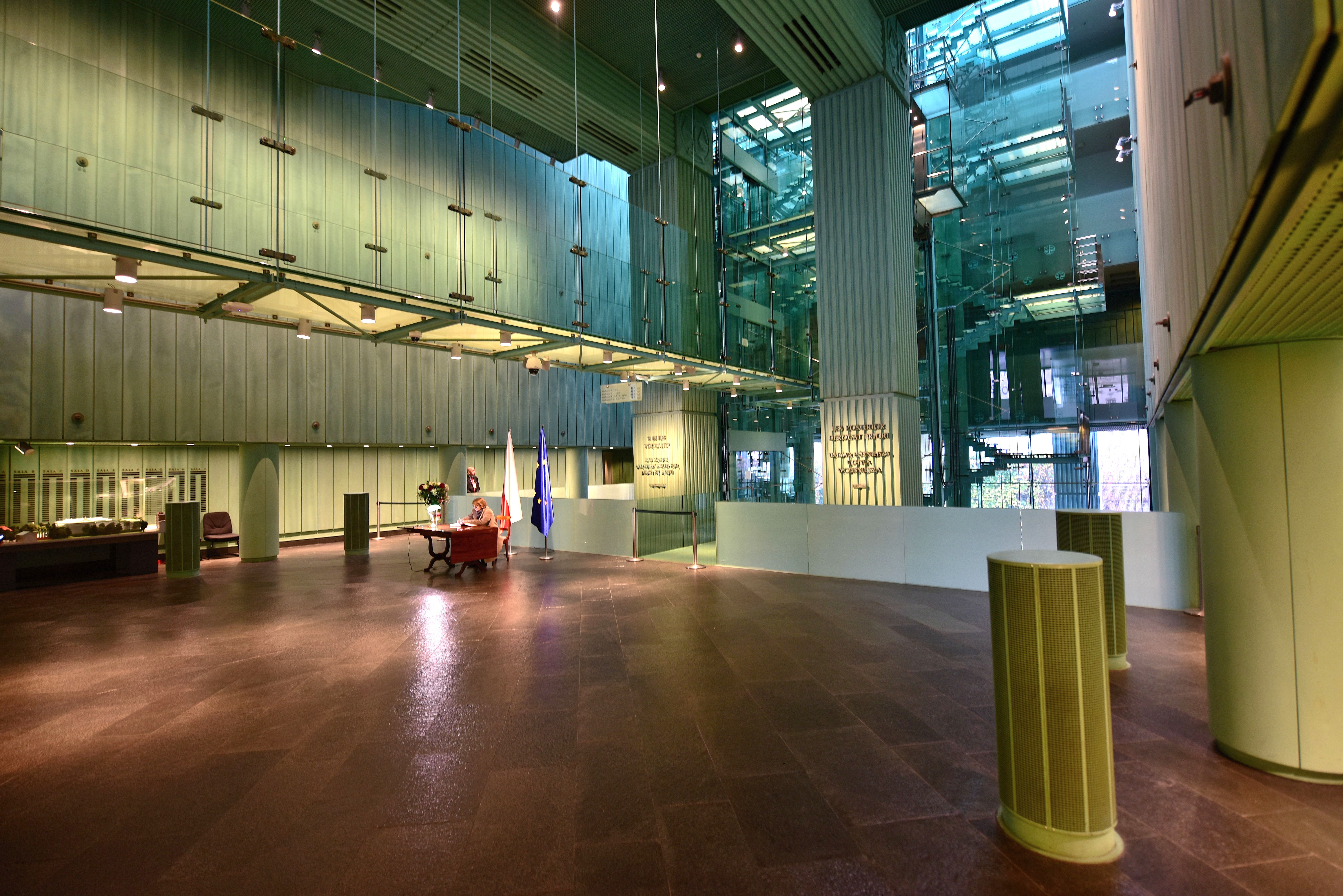
Hol główny Kompleksu Urbanistycznego Wymiaru Sprawiedliwości

Sąd Najwyższy mieści się od 1999 r. we wzniesionym specjalnie dla tej instytucji nowym kompleksie budynków przy placu Krasińskich 2/4/6 w Warszawie. Na kolumnach kompleksu umieszczono 86 paremii prawniczych w języku polskim i łacińskim. Przygotował je zespół romanistów pod kierunkiem Witolda Wołodkiewicza. Oprócz Sądu Najwyższego kompleks mieści także Sąd Apelacyjny w Warszawie oraz oddział Instytutu Pamięci Narodowej.

## Historia

### Lata 1917–1939

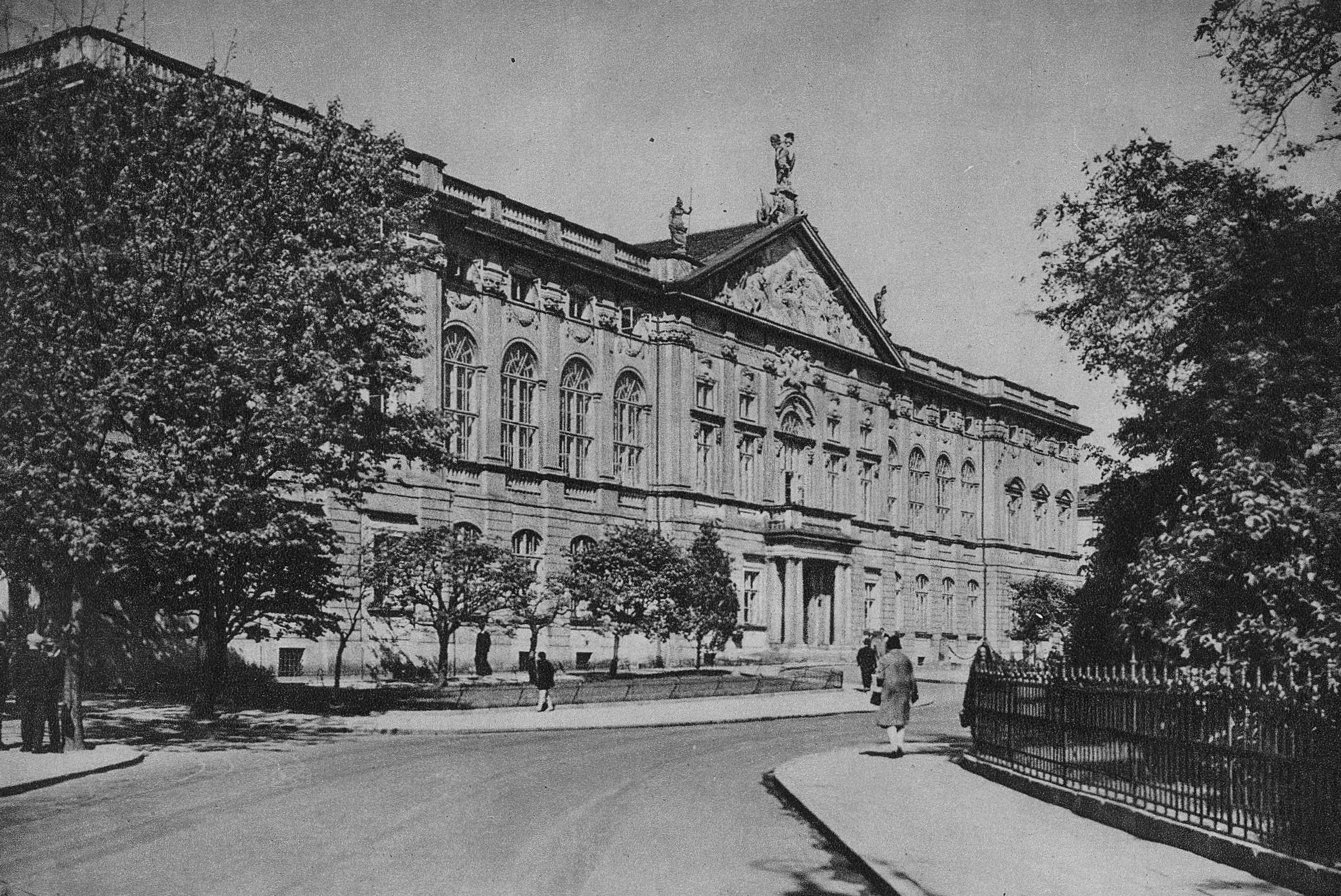
Pałac Krasińskich, siedziba Sądu Najwyższego w latach 1917–1939

Sąd Najwyższy (SN) został utworzony w 1917 r. na mocy przepisów o tymczasowej organizacji sądów, jako organ Królestwa Regencyjnego, jeszcze przed powstaniem niepodległego państwa polskiego, toteż jego nazwa początkowo brzmiała Królewsko-Cesarski Sąd Najwyższy. Rozpoczął działalność 1 września 1917 r., a jego pierwszą siedzibą był w latach 1917–1939 pałac Krasińskich. Funkcję Pierwszego Prezesa SN powierzono Stanisławowi Pomian-Srzednickiemu.
Dekretem Tymczasowego Naczelnika Państwa Józefa Piłsudskiego z 8 lutego 1919 dokonano nowej regulacji kompetencji Sądu Najwyższego, który stał się najwyższą instancją nowego systemu sądownictwa polskiego, rozstrzygającą środki zaskarżenia od orzeczeń sądów II instancji i czuwającą nad jednolitością orzecznictwa. Początkowo dzielił się na dwie izby: cywilną i karną, a orzekał w składach: 3, 5, 7-osobowych, całej izby oraz Zgromadzenia Ogólnego. W 1938 roku powstała Izba do spraw Adwokatury, działająca aż do jej likwidacji na przełomie lat 1950/1951, niemniej był to organ quasi-sądowy działający przy Sądzie Najwyższym, a nie jego pełnoprawna izba.

### Lata 1945–1989

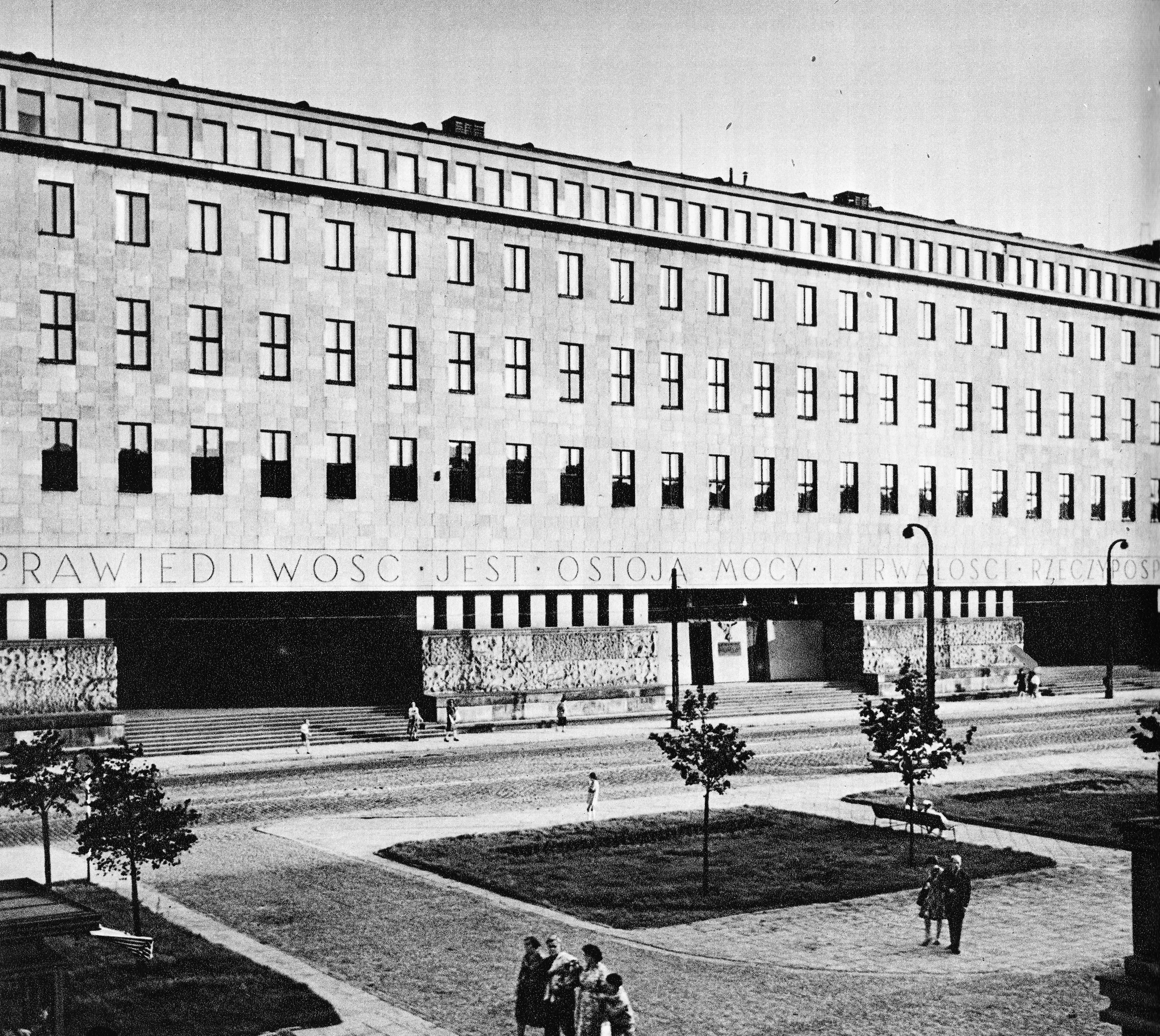
Gmach Sądów Grodzkich przy al. „Solidarności” 127 (dawniej ul. Leszno 53/55, stąd jego zwyczajowa nazwa „Sądy na Lesznie”). Siedziba Sądu Najwyższego w latach 1950–1999

W latach 1945–1950 siedziba SN znajdowała się tymczasowo w Łodzi, skąd w 1950 została przeniesiona do stolicy do dawnego gmachu sądów grodzkich na Lesznie (z adresem ul. Ogrodowa 6), pozostając tam aż do 1999 r. W lutym 1962 Sejm uchwalił nową ustawę o Sądzie Najwyższym, którą z kolei zastąpiła ustawa uchwalona we wrześniu 1984 r. W 1989 r. rozwiązano Sąd Najwyższy w dotychczasowym składzie, a sędziów SN powołano na nowo.

### Lata 1990–2017
Po przywróceniu w 1990 sądów apelacyjnych, przejęły one od Sądu Najwyższego rozpoznawanie środków odwoławczych od orzeczeń sądów wojewódzkich. W 1996 r. Sądowi Najwyższemu powierzono rozpoznawanie kasacji od orzeczeń wydanych w II instancji. W listopadzie 2002 Sejm uchwalił ustawę o Sądzie Najwyższym, która zastąpiła ustawę z 1984 r.
Do 2018 r. liczbę stanowisk sędziowskich w Sądzie Najwyższym oraz liczbę Prezesów ustalał prezydent RP na wniosek Zgromadzenia Ogólnego Sędziów SN. Od 2015 do kwietnia 2018 liczba stanowisk sędziowskich w Sądzie Najwyższym wynosiła 93 (w tym 5 stanowisk Prezesów, łącznie ze stanowiskiem Pierwszego Prezesa Sądu Najwyższego). 31 grudnia 2016 w Sądzie Najwyższym orzekało 83 sędziów oraz okresowo 4 sędziów delegowanych.

### Kryzys wokół Sądu Najwyższego od 2017

#### Ustawy z 2017
W lipcu 2017 Sejm uchwalił ustawę zmieniającą ustrój Sądu Najwyższego. Ustawa zakładała, że wszyscy sędziowie Sądu Najwyższego mieliby zostać przeniesieni w stan spoczynku z wyjątkiem tych, których wskazaliby wspólnie minister sprawiedliwości i prezydent. Nowy Pierwszy Prezes Sądu Najwyższego mógłby przedstawić pracownikom niebędącym sędziami nowe warunki pracy i płacy; w przypadku ich nieprzedstawienia stosunek pracy tych osób zostałby rozwiązany. Uchwalenie tej ustawy, a także ustaw: o Krajowej Radzie Sądownictwa i o ustroju sądów powszechnych uznawanych przez niektórych jako naruszających zasadę trójpodziału władz wywołało liczne protesty i demonstracje w całym kraju. Prezydent Andrzej Duda zawetował tę ustawę 31 lipca 2017.
We wrześniu prezydent przedstawił projekt nowej ustawy. Projekt wprowadził instytucję skargi nadzwyczajnej, która ma za zadanie korygować prawomocne orzeczenia sądowe; miały zostać wyodrębnione dwie nowe izby Sądu Najwyższego: Izba Kontroli Nadzwyczajnej i Spraw Publicznych oraz Izba Dyscyplinarna; zmieniłby się tryb wyłaniania kandydatów na stanowisko sędziego Sądu Najwyższego oraz wiek, w którym sędziowie przechodzą w stan spoczynku (65 lat) oraz przyspieszony tryb uchylenia immunitetu. Zarazem zniesionoby Izbę Pracy, Ubezpieczeń Społecznych i Spraw Publicznych oraz Izbę Wojskową. Ta ostatnia rozpoznawała sprawy podlegające orzecznictwu sądów wojskowych
W listopadzie zorganizowano protesty przeciwko zmianom. Przeciwników wsparła Krajowa Rada Sądownictwa. 8 grudnia Sejm głosami posłów PiS uchwalił ustawę. Weszła ona w życie 3 kwietnia 2018.

#### Opinia Komisji Weneckiej
8 grudnia Komisja Wenecka wydała opinię o reformach sądownictwa w Polsce. Według Komisji ustawa o Sądzie Najwyższym razem z ustawą o Krajowej Radzie Sądownictwa oddaje sądownictwo pod kontrolę rządzącej partii i prezydenta. Jest to sprzeczne z zasadą trójpodziału władz deklarowanego w polskiej konstytucji jako podstawa ustroju (art. 10) i niezależności sądownictwa (art. 173). Obie te zasady są też integralną częścią dorobku konstytucyjnego wszystkich państw Europy rządzonych przez prawo s. 20.
Według Komisji Weneckiej niższy wiek emerytalny spowoduje przejście prawie 40% sędziów na emeryturę. Jeśli władze podejrzewają najstarszych sędziów o współpracę z rządami komunistycznymi, to powinny być użyte procedury dyscyplinarne lub lustracyjne (art. 36 § 1 pkt 8), a nie zmiana wieku emerytalnego s. 11. Mają oni składać do prezydenta podanie o przedłużenie urzędowania, co daje mu nadmierny wpływ na sędziów s. 12. Ustawa umożliwia prezydentowi zdecydowanie o tym, że w dwóch nowych izbach (Kontroli Nadzwyczajnej i Spraw Publicznych oraz Izbie Dyscyplinarnej) zasiądą nowi sędziowie wybrani przez Krajową Radę Sądownictwa zdominowaną przez rządzącą partię. Sędziowie ci będą także decydowali o prawidłowości wyborów, co jest poważnym zagrożeniem dla demokracji s. 10. Izba Kontroli może kontrolować decyzje pozostałych izb, a Izba Dyscyplinarna pociągać do odpowiedzialności sędziów pozostałych izb. Stanowi to zagrożenie, że cały wymiar sprawiedliwości będzie zdominowany przez nowych sędziów wybranych z decydującym wpływem partii rządzącej. Uprawnienia te rozciągają się też w przeszłość, bo Izba Kontroli może kontrolować sprawy rozstrzygnięte do 20 lat wcześniej. Ławnicy będą wybrani przez Senat także według orientacji politycznej s. 19.
„Na wniosek Pierwszego Prezesa Sądu Najwyższego, Minister Sprawiedliwości, może delegować, na czas określony, nie dłuższy niż 2 lata, sędziego posiadającego co najmniej dziesięcioletni staż na stanowisku sędziego, za jego zgodą do pełnienia czynności sędziowskich w Sądzie Najwyższym.” (art. 40 § 1)
Według Komisji Weneckiej przepis ten daje prezesowi i ministrowi uznaniową władzę dotyczącą awansów s. 18.
Prezesi sądu mają szerokie uprawnienia w określaniu składów orzekających:
„Art. 35. § 3. Sędzia może być wyznaczony przez Pierwszego Prezesa Sądu Najwyższego do udziału w rozpoznaniu określonej sprawy w innej izbie oraz, za zgodą sędziego, do orzekania na czas określony w innej izbie.
Art. 73. § 2. Ławników Sądu Najwyższego do orzekania w sprawach dyscyplinarnych wyznacza każdorazowo do sprawy Pierwszy Prezes Sądu Najwyższego.
Art. 80. § 1. Przydziału spraw i wyznaczenia składu orzekającego dokonuje Prezes Sądu Najwyższego kierujący pracą danej izby.”
Według Komisji Weneckiej wszystkie te uprawnienia są uznaniowe i dlatego łatwe do nadużycia, aby zapewnić, że konkretna sprawa jest osądzona przez „odpowiedni” skład. Jest to w konflikcie z kontynentalną zasadą, że skład orzekający jest ustalany z góry albo przez zapisane w prawie obiektywne kryteria s. 18.
Według Komisji Weneckiej:
– ławnicy nie powinni brać udziału w postępowaniach przed Sądem Najwyższym,
– skarga nadzwyczajna na ostateczne wyroki jest niebezpieczna dla stabilności porządku prawnego,
– spory wyborcze nie powinny być rozstrzygane przez nową Izbę,
– obecnie zasiadający sędziowie powinni pracować do osiągnięcia obecnego wieku emerytalnego,
– prezydent nie powinien mieć uznaniowej władzy przedłużenia sędziom pracy poza wiek emerytalny
– 5 kandydatów na I Prezesa, przedstawionych prezydentowi, powinno mieć znaczące poparcie sędziów
– ustawa powinna ograniczać uznaniowość I Prezesa w rozdzielaniu spraw i wyznaczaniu składów orzekających s. 26.
Według premiera Morawieckiego Komisja Wenecka powinna Polskę pochwalić, a reformy uzasadnił brakiem rozliczenia sędziów za zbrodnie sędziowskie z lat stalinowskich i komunistycznych oraz fatalnym stanem sądownictwa.

#### Konflikt władz Polski z Komisją Europejską
20 grudnia 2017 Komisja Europejska wnioskowała do Rady Unii Europejskiej o stwierdzenie istnienia „wyraźnego ryzyka poważnego naruszenia zasady praworządności” w Polsce na podstawie art. 7 Traktatu o Unii Europejskiej. Było to pierwsze w historii użycie tego artykułu. Według Komisji reforma sądownictwa podporządkowała sądy kontroli politycznej rządzącej większości i „brak niezależności sądów rodzi poważne wątpliwości, czy prawo UE jest skutecznie stosowane”. Jednocześnie Komisja wydała Polsce czwarte zalecenie w sprawie praworządności od którego uzależniła ponowne rozpatrzenie wniosku. Zalecenie dotyczyło zmian w ustawach o Krajowej Radzie Sądownictwa i sądach powszechnych, przywrócenia niezależności i legitymacji Trybunału Konstytucyjnego oraz „zmiany ustawy o Sądzie Najwyższym, tak aby nie stosowano obniżonego wieku emerytalnego wobec obecnych sędziów, zniesiono swobodę decyzyjną Prezydenta odnośnie do przedłużania kadencji sędziów Sądu Najwyższego, a także wyeliminowano postępowanie na podstawie skargi nadzwyczajnej, dające możliwość ponownego otwarcia spraw, w których prawomocny wyrok zapadł wiele lat temu”.
Według MSZ „Kampania negatywnych informacji o reformach przeprowadzanych w naszym kraju, nie jest oparta na faktach i uniemożliwia nam odniesienie się do stawianych zarzutów” a decyzja Komisji Europejskiej miała charakter polityczny, a nie prawny. Według ministerstwa „wątpliwości, co do zgodności prawa krajowego z prawem UE powinny być rozstrzygane w drodze rutynowej procedury przed Trybunałem Sprawiedliwości UE”.

##### Nowelizacje z 2018
Od 3 kwietnia 2018 zgodnie z nowym regulaminem Sądu Najwyższego przewidywano 120 stanowisk sędziowskich. Między kwietniem a lipcem 2018 ustawę o Sądzie Najwyższym zmieniano trzykrotnie. Dokonały tego następujące akty: ustawa z dnia 12 kwietnia 2018 r. o zmianie ustawy – Prawo o ustroju sądów powszechnych, ustawy o Krajowej Radzie Sądownictwa oraz ustawy o Sądzie Najwyższym, ustawa z dnia 10 maja 2018 r. o zmianie ustawy – Prawo o ustroju sądów powszechnych, ustawy o Sądzie Najwyższym oraz niektórych innych ustaw i ustawa z dnia 20 lipca 2018 r. o zmianie ustawy – Prawo o ustroju sądów powszechnych oraz niektórych innych ustaw. W ustawie z 8 grudnia 2017 zmieniono m.in. przepisy dotyczące skargi nadzwyczajnej (zawężono prawo jej złożenia do prokuratora generalnego i Rzecznika Praw Obywatelskich) oraz odnoszące się do mianowania przez prezydenta RP sędziów SN (obowiązek zasięgania opinii Krajowej Rady Sądownictwa).
W lipcu 2018 odbyły się kolejne protesty przeciwko zmianom w Sądzie Najwyższym.
1 stycznia 2019 roku weszła w życie ustawa z dnia 21 listopada 2018 r. o zmianie ustawy o Sądzie Najwyższym, która uznaje kadencję Małgorzaty Gersdorf jako Pierwszej Prezes Sądu Najwyższego za nieprzerwaną i przywraca sędziów SN, których ustawa z 8 grudnia 2017 r. traktowała jak sędziów w stanie spoczynku. Ustawa ta uznaje tych sędziów za sędziów w stanie czynnym.

##### Wyroki Trybunału Sprawiedliwości Unii Europejskiej z 2019
W wyroku z 24 czerwca 2019 w sprawie C 619/18 Komisja Europejska v. Polska TSUE stwierdził, że polskie przepisy o obniżeniu wieku emerytalnego sędziów Sądu Najwyższego naruszają zasady nieusuwalności sędziów i niezależności sędziowskiej. W reakcji na wyrok Trybunału Sprawiedliwości Unii Europejskiej minister spraw zagranicznych Jacek Czaputowicz powiedział w wywiadzie dla telewizji Polsat News, że „orzeczenie TSUE nie będzie miało praktycznego znaczenia w Polsce, bowiem dostosowaliśmy się już do tego tymczasowego orzeczenia”.
W wyroku z 19 listopada 2019 w sprawach połączonych C-585/18, C-624/18 i C-625/18 orzekł, że to Sąd Najwyższy w Polsce ma badać niezależność nowej Izby Dyscyplinarnej Sądu Najwyższego, by ustalić, czy może ona rozpoznawać spory dotyczące sędziów, oraz zaznaczył, że Krajowa Rada Sądownictwa, która składa wnioski z rekomendacją do prezydenta o powołanie na stanowisko sędziego, może robić to w sposób obiektywny, jednak tylko pod warunkiem, że będzie wystarczająco niezależna od władzy ustawodawczej i wykonawczej oraz od samego prezydenta, wykazując w tym kontekście, że należy mieć na uwadze okoliczności wybrania członków Rady oraz sposób w jaki KRS konkretnie wypełnia wyznaczone jej zadanie stania na straży niezależności sądów i niezawisłości sędziów.

##### Reakcje Sądu Najwyższego, postanowienia Trybunału Konstytucyjnego i dalsze wyroki TSUE (2019–2020)
W nawiązaniu do powyższego orzeczenia Trybunału, w wyroku III PO 7/18 z 5 grudnia 2019 sędziowie Izby Pracy i Ubezpieczeń Społecznych Sądu Najwyższego oddalili wniosek prezesa Izby Dyscyplinarnej Sądu Najwyższego o przekazanie sprawy sędziego Izbie Dyscyplinarnej oraz uchylili uchwałę Krajowej Rady Sądownictwa w przedmiocie dalszego zajmowania stanowiska sędziego. W uzasadnieniu Sąd Najwyższy uznał, że „obecna KRS nie jest organem bezstronnym i niezawisłym od organów władzy ustawodawczej i wykonawczej”, zaś powołana przez nią nowa Izba Dyscyplinarna „nie jest sądem w rozumieniu prawa UE i krajowego”.
Dalszym następstwem wyroku Trybunału Sprawiedliwości była także uchwała trzech izb Sądu Najwyższego – Cywilnej, Karnej i Pracy, podjęta 23 stycznia 2020 r., która stwierdzała, że można podważać prawo sędziów powołanych z udziałem nowej Krajowej Rady Sądownictwa do orzekania.
W odpowiedzi na nią Marszałek Sejmu RP złożył do Trybunału Konstytucyjnego wniosek o rozstrzygnięcie rzekomego sporu kompetencyjnego między Sejmem RP a Sądem Najwyższym oraz między Prezydentem RP a Sądem Najwyższym, skutkujący wydaniem przez Trybunał Konstytucyjny w dniu 21 kwietnia 2020 r. postanowienia o niezgodności uchwały trzech izb Sądu Najwyższego z dnia 23 stycznia 2020 r. z konstytucją, traktatem o Unii Europejskiej i Europejską Konwencją Praw Człowieka. Trybunał Konstytucyjny przytoczył w nim m.in. orzeczenie Trybunału Konstytucyjnego z 2006 roku stwierdzające, że w „sprawach zasadniczych”, „o wymiarze ustrojowym” zachowuje on pozycję „sądu ostatniego słowa” w odniesieniu do polskiej Konstytucji.
8 kwietnia 2020 Trybunał Sprawiedliwości Unii Europejskiej w postanowieniu na wniosek Komisji Europejskiej zobowiązał Polskę do natychmiastowego zawieszenia stosowania przepisów krajowych dotyczących właściwości Izby Dyscyplinarnej Sądu Najwyższego w sprawach dyscyplinarnych sędziów. Zabezpieczenie było konsekwencją zignorowania przez Polskę wyroków Sądu Najwyższego z 5 grudnia 2019 i 15 stycznia 2020, w których sędziowie stwierdzili, że „Izba Dyscyplinarna, z uwagi na okoliczności jej utworzenia, zakres uprawnień, skład oraz udział w jej powołaniu Krajowej Rady Sądownictwa w nowym składzie, nie może być uznana za sąd ani w rozumieniu prawa Unii, ani prawa polskiego”.
Trybunał Konstytucyjny w 5-osobowym składzie wydał orzeczenie w sprawie wykonywania środków tymczasowych TSUE, które dotyczą funkcjonowania sądownictwa w Polsce, i orzekł niezgodność tych środków z art. 2, art. 7, art. 8 ust. 1 i art. 90 ust. 1 w zw. z art. 4 ust. 1 Konstytucji Rzeczypospolitej Polskiej z dnia 2 kwietnia 1997 r. (Dz.U. z 1997 r. nr 43, poz. 427, z późn. zm.).

##### Wyroki Europejskiego Trybunału Praw Człowieka (2021-2023)
W sprawie Reczkowicz przeciwko Polsce ETPC stwierdził liczne nieprawidłowości w wyborze sędziów do Izby Dyscyplinarnej, które spowodowały, że nie jest ona sądem ustanowionym zgodnie z prawem w rozumieniu art. 6 ust. 1 EKPC. W szczególności prezydent Duda powołał do niej ludzi wskazanych wyłącznie przez KRS, do której z kolei rzekomych przedstawicieli sądownictwa wybrał Sejm. ETPC orzekł, że obecna KRS nie daje gwarancji niezależności od władzy ustawodawczej i wykonawczej.
W sprawie Dolińska-Ficek i Ozimek przeciwko Polsce ETPC uznał, że Izba Kontroli Nadzwyczajnej i Spraw Publicznych nie jest niezawisłym i bezstronnym sądem ustanowionym ustawą w rozumieniu art. 6 ust. 1 EKPC, gdyż prezydent Duda powołał do niej ludzi wskazanych wyłącznie przez KRS, do której z kolei rzekomych przedstawicieli sądownictwa wybrał Sejm. ETPC orzekł, że obecna KRS nie daje gwarancji niezależności od polityków. Obsadzenie jej przez Sejm, mimo że wg konstytucji powołane jest do tego środowisko sędziowskie, nazwał „zasadniczą nieprawidłowością”. „Negatywnie wpłynęła ona na proces powołania sędziów i podważyła legitymację izby” – stwierdził.
Ponadto ETPC uznał, że polskie prawo rażąco i w sposób oczywisty naruszył prezydent Duda, który powołał sędziów do IKNiSP, chociaż NSA w 2018 wstrzymał wykonanie rekomendacji nowej KRS. Bez tej rekomendacji nie można powołać sędziego, ale Duda zignorował orzeczenie NSA.
Podobnie w sprawie Advance Pharma przeciwko Polsce ETPC uznał, że Izba Cywilna nie jest niezawisłym i bezstronnym sądem ustanowionym ustawą w rozumieniu art. 6 ust. 1 EKPC, gdyż prezydent Duda powołał do niej ludzi wskazanych wyłącznie przez KRS, do której z kolei rzekomych przedstawicieli sądownictwa wybrał Sejm. ETPC orzekł, że na procedurę powoływania sędziów do Izby Cywilnej nadmiernie wpłynęły władza ustawodawcza i wykonawcza. „Stanowiło to fundamentalną nieprawidłowość, która negatywnie wpłynęła na cały proces i podważyła legitymację Izby Cywilnej” – stwierdził.
Dodatkowo ETPC uznał, że polskie prawo rażąco i w sposób oczywisty naruszył prezydent Duda, który powołał sędziów do Izby Cywilnej, chociaż NSA w 2018 r. wstrzymał wykonanie rekomendacji nowej KRS. Bez tej rekomendacji nie można powołać sędziego, ale Duda zignorował orzeczenie NSA.
W sprawie Juszczyszyn przeciwko Polsce ETPC potwierdził swój tok rozumowania z wyroku Reczkowicz i stwierdził, że Izba Dyscyplinarna nie była niezawisłym i bezstronnym sądem ustanowionym ustawą. Uznał w związku z tym, że jej decyzja o zawieszeniu sędziego Pawła Juszczyszyna była niezgodna z prawem. Trybunał podkreślił, że zawieszenie Juszczyszyna miało na celu zniechęcenie go do zbadania procedury mianowania sędziów.
Podobne ustalenia wynikają z wyroku ETPC w sprawie Igora Tulei.
W wyroku z 23 listopada 2023 ETPC stwierdził, że Polska naruszyła prawa Lecha Wałęsy do:
- poszanowania życia prywatnego (reputacji)
- sądu – w ten sposób, że w jego sprawie orzekała IKNiSP, w której zasiadali tzw. neosędziowie powołani na wniosek upolitycznionej przez PiS KRS
- sądu – w ten sposób, że na wniosek Ziobry, z wykorzystaniem wadliwego instrumentu skargi nadzwyczajnej, uchylony został prawomocny wyrok (złamanie zasady pewności prawa)[95][96].

##### Dalsze wyroki TSUE i kolejne nowelizacje (od 2022 r.)
16 lutego 2022 TSUE oddalił skargę Polski na rozporządzenie Parlamentu Europejskiego i Rady 2020/2092 (UE, Euratom) z dnia 16 grudnia 2020 r., którym wprowadzono mechanizm uzależnienia wypłaty środków europejskich na rzecz państw członkowskich od przestrzegania przez te państwa zasad państwa prawnego.
26 maja 2022 Sejm Rzeczypospolitej Polskiej uchwalił ustawę o zmianie ustawy o Sądzie Najwyższym oraz niektórych innych ustaw. Ustawa wprowadziła test niezawisłości i bezstronności sędziów, zlikwidowała Izbę Dyscyplinarną i utworzyła Izbę Odpowiedzialności Zawodowej – tworzoną spośród 33 sędziów losowanych przez Prezydenta RP, z których ma być wyznaczanych 11. Wprowadzenie tego aktu było poprzedzone wieloma dyskusjami, a tekst projektu ustawy się wielokrotnie zmieniał, w szczególności poprzez dyskusje pomiędzy Prawem i Sprawiedliwością, Solidarną Polską a Kancelarią Prezydenta. Opozycja twierdziła, że ustawa nie wypełnia założeń związanych z ochroną niezawisłości sędziów i ich niezależności i tym samym nie wypełnia żądań Unii Europejskiej, natomiast rzecznik rządu Piotr Müller stwierdził, że ustawa uchwalona przez Sejm spełnia „kamienie milowe” wynegocjowane pomiędzy rządem a Komisją Europejską. W piśmie do Senatu RPO Marcin Wiącek stwierdził, że nowelizacja stanowi krok w dobrym kierunku, jednak nadal nie rozwiązuje większości problemów polskiego sądownictwa, m.in. nie wykonuje wyroków TSUE i ETPC.
W związku z dalszym niewykonaniem postanowienia TSUE, Komisja Europejska – według stanu na dzień 27 października 2022 – dokonała potrącenia siedmiu transz kar na łączną kwotę 267 milionów euro.

### Pierwsi Prezesi i Prezesi

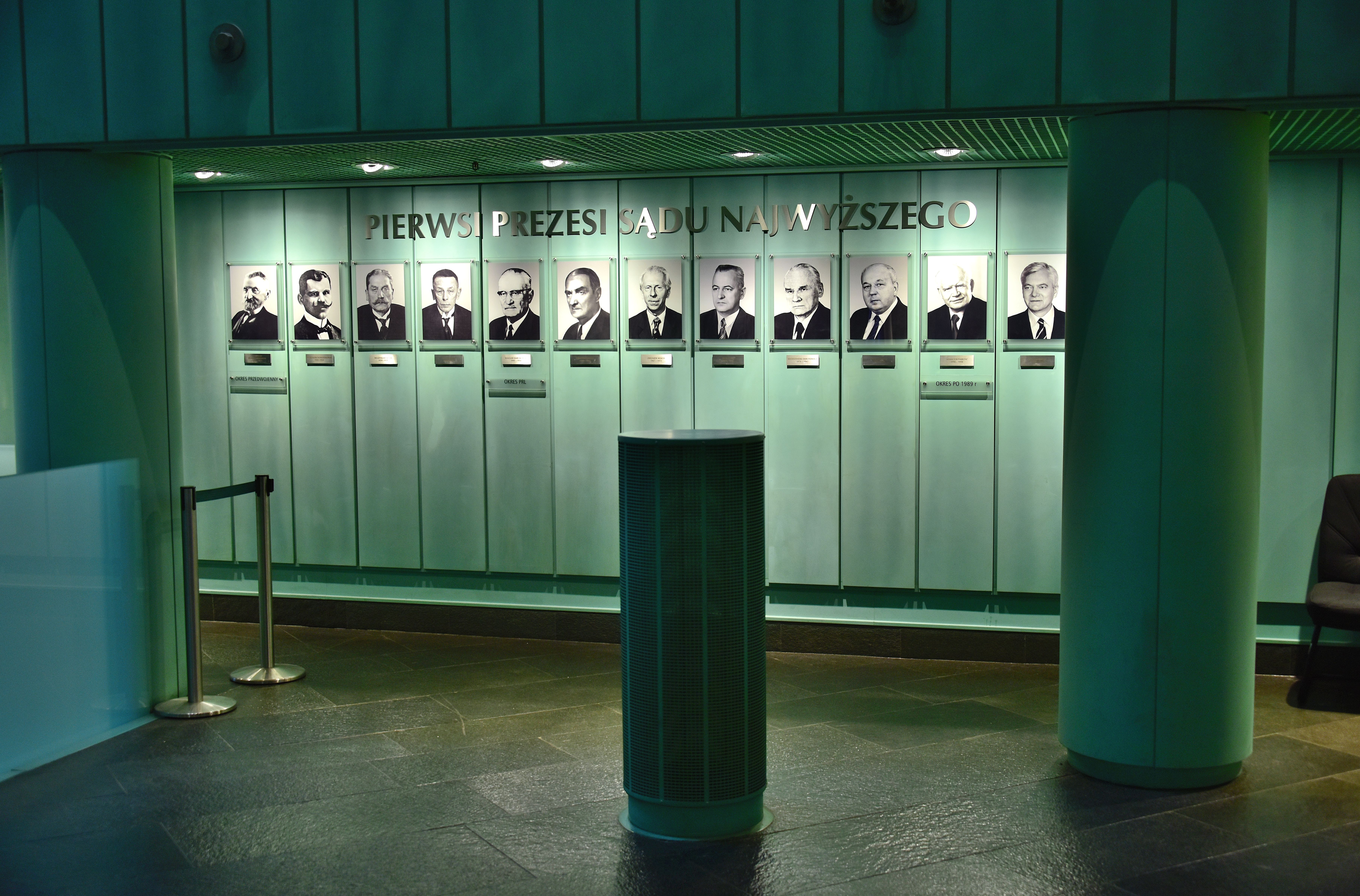
Fotografie Pierwszych Prezesów SN w holu gmach Sądu Najwyższego

Lista Pierwszych Prezesów Sądu Najwyższego
| Lp. | Imię i nazwisko             | Okres pełnienia funkcji                     | Uwagi                                                                   |
| --- | --------------------------- | ------------------------------------------- | ----------------------------------------------------------------------- |
| 1.  | Stanisław Pomian-Srzednicki | 1 września 1917 – 28 lutego 1922            |                                                                         |
| 2.  | Franciszek Nowodworski      | 1 marca 1922 – 3 sierpnia 1924              |                                                                         |
| 3.  | Władysław Seyda             | 22 września 1924 – 17 stycznia 1929         |                                                                         |
| 4.  | Leon Supiński               | 17 stycznia 1929 – wrzesień 1939            |                                                                         |
| 5.  | Wacław Barcikowski          | 28 lutego 1945 – 12 listopada 1956          |                                                                         |
| 6.  | Jan Wasilkowski             | 12 grudnia 1956 – 22 maja 1967              |                                                                         |
| 7.  | Zbigniew Resich             | 23 maja 1967 – 21 stycznia 1972             |                                                                         |
| 8.  | Jerzy Bafia                 | 21 stycznia 1972 – 1 kwietnia 1976          |                                                                         |
| 9.  | Włodzimierz Berutowicz      | 1 kwietnia 1976 – 14 maja 1987              |                                                                         |
| 10. | Adam Łopatka                | 14 maja 1987 – 30 czerwca 1990              |                                                                         |
| 11. | Adam Strzembosz             | 1 lipca 1990 – 17 października 1998         |                                                                         |
| 12. | Lech Gardocki               | 17 października 1998 – 18 października 2010 |                                                                         |
| 13. | Stanisław Dąbrowski         | 14 października 2010 – 9 stycznia 2014      | zmarł w trakcie kadencji                                                |
| –   | p.o. Lech Paprzycki         | 9 stycznia 2014 – 30 kwietnia 2014          | pełnił obowiązki I prezesa SN po śmierci S. Dąbrowskiego                |
| 14. | Małgorzata Gersdorf         | 30 kwietnia 2014 – 30 kwietnia 2020         | pierwsza kobieta na stanowisku Pierwszego Prezesa SN                    |
| –   | p.o. Józef Iwulski          | 4 lipca 2018 – 12 września 2018             | na czas nieobecności I prezes SN M. Gersdorf                            |
| –   | p.o. Dariusz Zawistowski    | 13 września 2018 – 31 grudnia 2018          | na czas nieobecności I prezes SN M. Gersdorf                            |
| –   | p.o. Kamil Zaradkiewicz     | 1 maja 2020 – 15 maja 2020                  | wykonywał obowiązki I prezesa SN do czasu powołania nowego I prezesa SN |
| –   | p.o. Aleksander Stępkowski  | 15 maja 2020 – 25 maja 2020                 | wykonywał obowiązki I prezesa SN do czasu powołania nowego I prezesa SN |
| 15. | Małgorzata Manowska         | od 26 maja 2020                             |                                                                         |

Lista Prezesów Sądu Najwyższego kierujących pracą Izby Karnej
| Lp. | Imię i nazwisko          | Okres pełnienia funkcji            | Uwagi                                                       |
| --- | ------------------------ | ---------------------------------- | ----------------------------------------------------------- |
| 1.  | Kazimierz Bzowski        | 13 kwietnia 1945 – 7 kwietnia 1951 |                                                             |
| 2.  | Marian Mazur             | 7 kwietnia 1951 – 31 stycznia 1953 |                                                             |
| 3.  | Kazimierz Borys          | 31 stycznia 1953 – 10 grudnia 1956 |                                                             |
| 4.  | Stefan Kurowski          | 10 grudnia 1956 – 5 sierpnia 1958  |                                                             |
| 5.  | Zygmunt Opuszyński       | 5 sierpnia 1958 – 22 maja 1962     |                                                             |
| 6.  | Franciszek Wróblewski    | 22 maja 1962 – 7 kwietnia 1975     |                                                             |
| 7.  | Bogdan Dzięcioł          | 7 kwietnia 1975 – 29 maja 1990     |                                                             |
| 8.  | Andrzej Murzynowski      | 29 czerwca 1990 – 29 maja 1996     |                                                             |
| 9.  | Zbigniew Doda            | 29 maja 1996 – 4 lutego 1999       |                                                             |
| 10. | Lech Paprzycki           | 4 lutego 1999 – 30 sierpnia 2016   |                                                             |
| 11. | Stanisław Zabłocki       | 30 sierpnia 2016 – 13 lutego 2020  |                                                             |
| –   | p.o. Wiesław Kozielewicz | 14 lutego 2020 – 25 maja 2020      | pełnił funkcję po przejściu w stan spoczynku S. Zabłockiego |
| 12. | Michał Laskowski         | 26 maja 2020 – 26 maja 2023        |                                                             |
| 13. | Zbigniew Kapiński        | od 27 maja 2023                    |                                                             |

Lista Prezesów Sądu Najwyższego kierujących pracą Izby Cywilnej

(od września 1980 do czerwca 1990 Izba Cywilna i Administracyjna)
| Lp. | Imię i nazwisko          | Okres pełnienia funkcji               | Uwagi                                                     |
| --- | ------------------------ | ------------------------------------- | --------------------------------------------------------- |
| 1.  | Artur Sieradzki          | 15 kwietnia 1945 – 31 maja 1948       |                                                           |
| 2.  | Witold Święcicki         | 28 września 1948 – 24 grudnia 1954    |                                                           |
| 3.  | Zbigniew Resich          | 24 grudnia 1954 – 18 grudnia 1956     |                                                           |
| 4.  | Bronisław Dobrzański     | 18 grudnia 1956 – 23 stycznia 1958    |                                                           |
| 5.  | Zbigniew Resich          | 23 stycznia 1958 – 23 maja 1967       |                                                           |
| 6.  | Jan Pawlak               | 23 maja 1967 – 1 października 1981    |                                                           |
| 7.  | Antoni Filcek            | 1 października 1981 – 19 grudnia 1983 |                                                           |
| 8.  | Wacław Sutkowski         | 19 grudnia 1983 – 29 czerwca 1990     |                                                           |
| 9.  | Stanisław Rudnicki       | 29 czerwca 1990 – 21 listopada 1996   |                                                           |
| 10. | Tadeusz Ereciński        | 21 listopada 1996 – 30 sierpnia 2016  |                                                           |
| 11. | Dariusz Zawistowski      | 30 sierpnia 2016 – 30 sierpnia 2021   |                                                           |
| –   | p.o. Małgorzata Manowska | 2 września 2021 – 30 września 2021    | pełniła funkcję po zakończeniu kadencji D. Zawistowskiego |
| 12. | Joanna Misztal-Konecka   | od 30 września 2021                   |                                                           |

Lista Prezesów Sądu Najwyższego kierujących pracą Izby Pracy i Ubezpieczeń Społecznych

(od maja 1962 do czerwca 1990: Izba Pracy i Ubezpieczeń Społecznych; od czerwca 1990 do grudnia 2002: Izba Administracyjna, Pracy i Ubezpieczeń Społecznych, od stycznia 2003 do kwietnia 2018: Izba Pracy, Ubezpieczeń Społecznych i Spraw Publicznych)
| Lp. | Imię i nazwisko         | Okres pełnienia funkcji             | Uwagi                                                   |
| --- | ----------------------- | ----------------------------------- | ------------------------------------------------------- |
| 1.  | Zygmunt Opuszyński      | 12 maja 1962 – 22 maja 1972         |                                                         |
| 2.  | Franciszek Rusek        | 22 maja 1972 – 5 listopada 1981     |                                                         |
| 3.  | Tadeusz Szymanek        | 17 grudnia 1981 – 29 czerwca 1990   |                                                         |
| 4.  | Jan Wasilewski          | 29 czerwca 1990 – 15 maja 2001      |                                                         |
| 5.  | Walerian Sanetra        | 15 maja 2001 – 14 grudnia 2013      |                                                         |
| 6.  | Teresa Flemming-Kulesza | 21 stycznia 2014 – 30 sierpnia 2016 | pierwsza kobieta na stanowisku prezesa Izby SN          |
| 7.  | Józef Iwulski           | 30 sierpnia 2016 – 30 sierpnia 2021 |                                                         |
| 8.  | Piotr Prusinowski       | 2 września 2021 – 2 września 2024   |                                                         |
| –   | p.o. Dawid Miąsik       | od 2 września 2024                  | pełni funkcję po zakończeniu kadencji P. Prusinowskiego |

Lista Prezesów Sądu Najwyższego kierujących pracą Izby Kontroli Nadzwyczajnej i Spraw Publicznych

| Lp. | Imię i nazwisko         | Okres pełnienia funkcji               | Uwagi |
| --- | ----------------------- | ------------------------------------- | ----- |
| –   | p.o. Dariusz Czajkowski | 24 października 2018 – 26 lutego 2019 |       |
| 1.  | Joanna Lemańska         | 26 lutego 2019 – 26 lutego 2025       |       |
| 2.  | Krzysztof Wiak          | od 26 lutego 2025                     |       |

Lista Prezesów Sądu Najwyższego kierujących pracą Izby Odpowiedzialności Zawodowej

| Lp. | imię i nazwisko          | Okres pełnienia funkcji              | Uwagi |
| --- | ------------------------ | ------------------------------------ | ----- |
| –   | p.o. Małgorzata Manowska | 15 lipca 2022 – 27 października 2022 |       |
| 1.  | Wiesław Kozielewicz      | od 27 października 2022              |       |

Lista Prezesów Sądu Najwyższego kierujących pracą Izby Dyscyplinarnej

(izba została zlikwidowana na podstawie Ustawy z dnia 9 czerwca 2022 r. o zmianie ustawy o Sądzie Najwyższym oraz niektórych innych ustaw, w dniu 15 lipca 2022)
| Lp. | Imię i nazwisko      | Okres pełnienia funkcji               | Uwagi |
| --- | -------------------- | ------------------------------------- | ----- |
| –   | p.o. Jan Majchrowski | 10 października 2018 – 26 lutego 2019 |       |
| 1.  | Tomasz Przesławski   | 26 lutego 2019 – 26 lutego 2022       |       |
| 2.  | Adam Roch            | 27 lutego 2022 – 15 lipca 2022        |       |

Lista Prezesów Sądu Najwyższego kierujących pracą Izby Wojskowej

(od 1944 do 1962 – Prezesi Najwyższego Sądu Wojskowego; izba została zlikwidowana z dniem 4 kwietnia 2018 r.)
| Lp. | Imię i nazwisko               | Okres pełnienia funkcji             | Uwagi |
| --- | ----------------------------- | ----------------------------------- | ----- |
| 1.  | Aleksander Tarnowski          | 22 lipca 1944 – 22 listopada 1945   |       |
| 2.  | płk. Aleksander Michniewicz   | 22 listopada 1945 – 18 marca 1947   |       |
| 3.  | płk. Władysław Garnowski      | 18 marca 1947 – 2 listopada 1947    |       |
| 4.  | Wilhelm Świątkowski           | 2 listopada 1947 – 15 maja 1954     |       |
| 5.  | Jan Miłek                     | 15 maja 1954 – 21 maja 1962         |       |
| 6.  | gen. Kazimierz Jankowski      | 21 maja 1962 – 25 listopada 1971    |       |
| 7.  | płk. Bogdan Dzięcioł          | 25 listopada 1971 – 7 kwietnia 1975 |       |
| 8.  | gen. bryg. Kazimierz Lipiński | 7 kwietnia 1975 – 29 czerwca 1990   |       |
| 9.  | gen. dyw. rez. Janusz Godyń   | 29 czerwca 1990 – 30 sierpnia 2016  |       |
| 10. | Wiesław Błuś                  | 30 sierpnia 2016 – 3 kwietnia 2018  |       |